# Copa Perú 1979
La Copa Perú 1979 fue la edición número 12 en la historia de la competición. El torneo otorgó un cupo al torneo de Primera División y finalizó el 14 de octubre tras terminar el hexagonal final que tuvo como campeón al Asociación Deportiva Tarma. Con el título obtenido este club lograría el ascenso al Campeonato Descentralizado 1980 y el Aguas Verdes como subcampeón  fue invitado a la finalísima de la Copa Perú 1980.

## Definición de Representación Regional
Para esta temporada se reorganizó la Copa Perú y la Federación Peruana de Fútbol dispuso que los equipos que clasificaron a la Etapa Nacional de la Copa Perú 1978, sin lograr el ascenso a Primera División, tendrían que enfrentar al clasificado de su respectivo Torneo Departamental por un cupo en la Etapa Regional. El ganador de la llave se adjudica el título departamental de la temporada.
| Departamento | Local ida                       | Resultado global | Local vuelta                   | Ida | Vuelta |
| ------------ | ------------------------------- | ---------------- | ------------------------------ | --- | ------ |
| Áncash       | San Cristóbal de Moro (TD)      | 2-0              | José Gálvez (EN)               | 2-0 | 0-0    |
| Arequipa     | Pesca Perú (EN)                 |                  | Sportivo Huracán (TD)          |     |        |
| Ayacucho     | Deportivo Centenario (EN)       |                  |                                |     |        |
| Cajamarca    | UTC (EN)                        |                  |                                |     |        |
| Cusco        | Deportivo Garcilaso (TD)        |                  | Cienciano (EN)                 |     |        |
| Huancavelica | Diablos Rojos (TD)              |                  | Unión Deportivo Ascensión (EN) |     |        |
| Ica          | Octavio Espinosa (TD)           | 3-3              | José Carlos Mariátegui (EN)    | 2-1 | 1-2    |
| Junín        | Asociación Deportiva Tarma (EN) |                  | Deportivo La Francia (TD)      |     |        |
| Lambayeque   | Boca Junior de Ferreñafe (EN)   |                  | Los Aguerridos (TD)            |     |        |
| Loreto       | Ex Alumnos Agustinos (TD)       | 5-0              | Deportivo Aviación (EN)        | 2-0 | 3-0    |
| Moquegua     | La Breña (EN)                   |                  |                                |     |        |
| Pasco        | Defensor Chicrín (EN)           | 2-5              | Unión Minas (TD)               | 1-1 | 1-4    |
| Piura        | Deportivo UNP (EN)              |                  | Sport Bellavista (TD)          |     |        |
| Puno         | Universitario de Puno (EN)      |                  |                                |     |        |
| San Martín   | Deportivo Unidad de Salud (EN)  |                  |                                |     |        |

- (EN): Proviene de la Etapa Nacional de la Copa Perú 1978
- (TD): Proviene de su respectivo Torneo Departamental 1978

Partido extra
| Fecha |                  | Resultado |                        |
| ----- | ---------------- | --------- | ---------------------- |
|       | Octavio Espinosa | 2-1       | José Carlos Mariátegui |

## Etapa Regional
Esta etapa se inició en el mes de abril. Tomaron parte los equipos que obtuvieron la representación regional de su departamento y los campeones de los departamentos que no tuvieron representante en la Etapa Nacional de la Copa Perú 1978. Participaron además los clubes clasificados de la Liga Mayor de Lima que conformaron la Región IX junto a los equipos limeños eliminados en la etapa semifinal en la Copa Perú anterior.

### Región I
| Departamento | Club           | Ciudad    |
| ------------ | -------------- | --------- |
| Lambayeque   | Los Aguerridos | Monsefú   |
| Piura        | Deportivo UNP  | Piura     |
| Tumbes       | Aguas Verdes   | Zarumilla |

- Clasificado: Aguas Verdes

### Región II
| Departamento | Club          | Ciudad    |
| ------------ | ------------- | --------- |
| Áncash       | San Cristóbal | Moro      |
| Cajamarca    | UTC           | Cajamarca |
| La Libertad  | Sanjuanista   | Trujillo  |

- Clasificado: UTC

### Región III
| Departamento | Club                | Ciudad      |
| ------------ | ------------------- | ----------- |
| Amazonas     | Deportivo Hospital  | Chachapoyas |
| Loreto       | Exalumnos Agustinos | Iquitos     |
| San Martín   | Deportivo Hospital  | Moyobamba   |

- Clasificado: Deportivo Hospital de Moyobamba

### Región IV
| Departamento | Club                   | Ciudad |
| ------------ | ---------------------- | ------ |
| Callao       | Deportivo Sima         | Callao |
| Ica          | Octavio Espinosa       | Ica    |
| Lima         | Atlético Independiente | Cañete |

- Clasificado: Deportivo Sima

### Región V
| Departamento | Club                       | Ciudad         |
| ------------ | -------------------------- | -------------- |
| Huánuco      | Juan Bielovucic            | Huánuco        |
| Junín        | Asociación Deportiva Tarma | Tarma          |
| Pasco        | Unión Minas                | Cerro de Pasco |

- Clasificado: Asociación Deportiva Tarma

### Región VI
| Departamento | Club                      | Ciudad       |
| ------------ | ------------------------- | ------------ |
| Huancavelica | Unión Deportivo Ascensión | Huancavelica |
| Apurímac     | Miguel Grau               | Abancay      |
| Ayacucho     | Deportivo Centenario      | Ayacucho     |

- Clasificado: Deportivo Centenario

### Región VII
| Departamento  | Club                | Ciudad           |
| ------------- | ------------------- | ---------------- |
| Cusco         | Deportivo Garcilaso | Cusco            |
| Madre de Dios | Juventud La Joya    | Puerto Maldonado |
| Puno          | American Star       | Juliaca          |

- Clasificado: Deportivo Garcilaso

### Región VIII
| Departamento | Club            | Ciudad   |
| ------------ | --------------- | -------- |
| Arequipa     | Pesca Perú      | Mollendo |
| Moquegua     | La Breña        | Moquegua |
| Tacna        | Mariscal Miller | Tacna    |

- Clasificado: Pesca Perú

### Región IX
| Provincia | Club                    | Distrito   |
| --------- | ----------------------- | ---------- |
| Lima      | Aurora Miraflores       | Miraflores |
| Lima      | Barcelona               | Surquillo  |
| Lima      | Centro Unión Pachacámac | Pachacámac |
| Lima      | Deportivo Bancoper      | San Isidro |
| Lima      | Huracán San Isidro      | San Isidro |
| Lima      | Papelera Atlas          | Chaclacayo |

- Clasificado: Papelera Atlas

## Etapa Nacional
Esta etapa se jugó con 10 equipos: los 9 clasificados de la Etapa Regional además de Defensor Lima que descendió del Campeonato Descentralizado 1978. Los dos primeros de cada grupo clasificaban al hexagonal final a jugarse en el Estadio Nacional de Lima.

### Grupo I
| Equipo             | PJ | PG | PE | PP | Pts |
| ------------------ | -- | -- | -- | -- | --- |
| UTC                |    |    |    |    |     |
| Aguas Verdes       |    |    |    |    |     |
| Deportivo Hospital |    |    |    |    |     |

### Grupo II
| Equipo         | PJ | PG | PE | PP | Pts |
| -------------- | -- | -- | -- | -- | --- |
| ADT            | 6  | 4  | 2  | 0  | 10  |
| Defensor Lima  | 6  | 3  | 1  | 2  | 7   |
| Papelera Atlas | 6  | 1  | 3  | 2  | 5   |
| Deportivo Sima | 6  | 0  | 2  | 4  | 2   |

### Grupo III
| Equipo               | PJ | PG | PE | PP | Pts |
| -------------------- | -- | -- | -- | -- | --- |
| Deportivo Garcilaso  | 4  | 3  | 0  | 1  | 6   |
| Deportivo Centenario | 4  | 1  | 1  | 2  | 3   |
| Pesca Perú           | 4  | 1  | 1  | 2  | 3   |

## Hexagonal final
| Equipo                          | PJ | PG | PE | PP | GF | GC | DG  | Pts |
| ------------------------------- | -- | -- | -- | -- | -- | -- | --- | --- |
| ADT                             | 5  | 3  | 2  | 0  | 5  | 1  | +4  | 8   |
| Aguas Verdes                    | 5  | 3  | 1  | 1  | 9  | 2  | +7  | 7   |
| Defensor Lima                   | 5  | 2  | 1  | 2  | 8  | 6  | +2  | 5   |
| Deportivo Garcilaso             | 5  | 2  | 1  | 2  | 8  | 6  | +2  | 5   |
| UTC                             | 5  | 2  | 1  | 2  | 3  | 3  | 0   | 5   |
| Deportivo Centenario (Ayacucho) | 5  | 0  | 0  | 5  | 1  | 16 | -15 | 0   |

|  | Campeón y ascenso a Primera |
| \| Jor. \| Fecha \| Estadio \| Ciudad \| Local \| Score \| Visitante \| \| ---- \| ---------- \| -------- \| ------ \| ------------------- \| ----- \| -------------------- \| \| 1 \| 30-09-1979 \| Nacional \| Lima \| Deportivo Garcilaso \| 3-0 \| Deportivo Centenario \| \| 1 \| 30-09-1979 \| Nacional \| Lima \| Defensor Lima \| 2-1 \| Aguas Verdes \| \| 1 \| 30-09-1979 \| Nacional \| Lima \| ADT \| 1-0 \| UTC \| \| 2 \| 03-10-1979 \| Nacional \| Lima \| Defensor Lima \| 4-0 \| Deportivo Centenario \| \| 2 \| 03-10-1979 \| Nacional \| Lima \| ADT \| 1-1 \| Deportivo Garcilaso \| \| 2 \| 03-10-1979 \| Nacional \| Lima \| Aguas Verdes \| 1-0 \| UTC \| \| 3 \| 07-10-1979 \| Nacional \| Lima \| UTC \| 1-0 \| Deportivo Garcilaso \| \| 3 \| 07-10-1979 \| Nacional \| Lima \| Aguas Verdes \| 5-0 \| Deportivo Centenario \| \| 3 \| 07-10-1979 \| Nacional \| Lima \| ADT \| 1-0 \| Defensor Lima \| \| 4 \| 10-10-1979 \| Nacional \| Lima \| Aguas Verdes \| 2-0 \| Deportivo Garcilaso \| \| 4 \| 10-10-1979 \| Nacional \| Lima \| Defensor Lima \| 0-0 \| UTC \| \| 4 \| 10-10-1979 \| Nacional \| Lima \| ADT \| 2-0 \| Deportivo Centenario \| \| 5 \| 14-10-1979 \| Nacional \| Lima \| UTC \| 2-1 \| Deportivo Centenario \| \| 5 \| 14-10-1979 \| Nacional \| Lima \| Deportivo Garcilaso \| 4-2 \| Defensor Lima \| \| 5 \| 14-10-1979 \| Nacional \| Lima \| ADT \| 0-0 \| Aguas Verdes \| |            |          |        |                     |       |                      |
| Jor. | Fecha      | Estadio  | Ciudad | Local               | Score | Visitante            |
| 1 | 30-09-1979 | Nacional | Lima   | Deportivo Garcilaso | 3-0   | Deportivo Centenario |
| 1 | 30-09-1979 | Nacional | Lima   | Defensor Lima       | 2-1   | Aguas Verdes         |
| 1 | 30-09-1979 | Nacional | Lima   | ADT                 | 1-0   | UTC                  |
| 2 | 03-10-1979 | Nacional | Lima   | Defensor Lima       | 4-0   | Deportivo Centenario |
| 2 | 03-10-1979 | Nacional | Lima   | ADT                 | 1-1   | Deportivo Garcilaso  |
| 2 | 03-10-1979 | Nacional | Lima   | Aguas Verdes        | 1-0   | UTC                  |
| 3 | 07-10-1979 | Nacional | Lima   | UTC                 | 1-0   | Deportivo Garcilaso  |
| 3 | 07-10-1979 | Nacional | Lima   | Aguas Verdes        | 5-0   | Deportivo Centenario |
| 3 | 07-10-1979 | Nacional | Lima   | ADT                 | 1-0   | Defensor Lima        |
| 4 | 10-10-1979 | Nacional | Lima   | Aguas Verdes        | 2-0   | Deportivo Garcilaso  |
| 4 | 10-10-1979 | Nacional | Lima   | Defensor Lima       | 0-0   | UTC                  |
| 4 | 10-10-1979 | Nacional | Lima   | ADT                 | 2-0   | Deportivo Centenario |
| 5 | 14-10-1979 | Nacional | Lima   | UTC                 | 2-1   | Deportivo Centenario |
| 5 | 14-10-1979 | Nacional | Lima   | Deportivo Garcilaso | 4-2   | Defensor Lima        |
| 5 | 14-10-1979 | Nacional | Lima   | ADT                 | 0-0   | Aguas Verdes         |

|                                      |
| Asociación Deportiva Tarma 1º título |